# Elección papal de 1181
La elección papal de 1181, posterior a la muerte del papa Alejandro III, resultó en la elección del papa Lucio III. Esta fue la primera elección papal celebrada de acuerdo con el decreto «Licet de evitanda discordia», promulgado en el Tercer Concilio de Letrán en 1179, que establecía que el papa era elegido por una mayoría de dos tercios de los votos.

## Licencia para evitar discordia
La controvertida elección papal de 1159, que dio como resultado la elección del papa Alejandro III y el antipapa Víctor IV (1159-1164), creó un cisma en la Iglesia católica que duró casi veinte años (hasta 1178). En 1159, los cardenales no lograron un consenso, aunque un pacto electoral lo había establecido como su objetivo. Los cardenales se habían dividido en dos partidos, los que favorecían al emperador Federico Barbarroja y los que favorecían a Guillermo I de Sicilia, y cada uno de ellos eligió a su propio papa. 
En agosto de 1178, el antipapa Calixto III, sucesor de Víctor IV, finalmente se sometió a Alejandro III. Al año siguiente, Alejandro III celebró el Tercer Concilio de Letrán , que promulgó el decreto "Licet de evitanda discordia". Para evitar cismas en el futuro, el decreto estableció que el Papa sea elegido con la mayoría de dos tercios de los cardenales, si no se puede lograr la unanimidad. Confirmó también que los cardenales son los únicos electores del Papa.

## Elección de Lucio III
El papa Alejandro III falleció el 30 de agosto de 1181 en Civita Castellana. Dos días después, el 1 de septiembre de 1181, los cardenales se reunieron en Roma (probablemente en Letrán o en la Basílica Vaticana) y eligieron por unanimidad al miembro más antiguo del Sacro Colegio, el cardenal Ubaldo de Lucca, obispo de Ostia. Adoptó el nombre de Lucio III. El 6 de septiembre de 1181, fue coronado por el cardenal Teodino de Porto en Velletri.

## Cardenales electores
En el Sacro Colegio Cardenalicio en 1181 había probablemente 27 cardenales. Del examen de las suscripciones de las bulas papales de 1181 y de los datos disponibles sobre las misiones externas de los cardenales, es posible establecer que en la elección participaron no más de 19 cardenales.
Trece electores fueron creados por el Papa Alejandro III, cuatro por el Papa Adriano IV, uno por el Papa Inocencio II y uno por Lucio II.

## Cardenales ausentes
Hubo ocho cardenales ausentes: Konrad von Wittelsbach, Henri de Marsiac, Pietro da Pavia, Giovanni da Napoli, Ruggiero di San Severino, Guillermo de las Blancas, Simeone Borelli y Leonato de Manoppello. 